# Nemzeti Bajnokság I 2024-2025
La Nemzeti Bajnokság I 2024-2025 (chiamata ufficialmente OTP Bank Liga per motivi di sponsorizzazione) è stata la 126ª edizione del massimo campionato di calcio ungherese ed è iniziata il 27 luglio 2024 e terminata il 24 maggio 2025.
Il Ferencváros ha vinto il campionato per la 36ª volta.

## Stagione

### Novità
Al termine della stagione precedente sono retrocessi Kisvárda e Mezőkövesd-Zsóry, rispettivamente dopo 6 e 8 anni in massima serie. Al loro posto dalla Nemzeti Bajnokság II sono stati promossi Nyíregyháza e Győri ETO, entrambi di ritorno dopo 9 stagioni di campionato cadetto.

### Regolamento
Le 12 squadre partecipanti giocano un girone all'italiana con partite di andata, ritorno e andata, per un totale di 33 giornate. Al termine di esse, la prima classificata è campione d'Ungheria e si qualifica per la UEFA Champions League 2025-2026, mentre seconda e terza classificata si qualificano per la UEFA Conference League 2025-2026, insieme alla vincitrice della Magyar Kupa.
Le ultime due classificate retrocedono direttamente in Nemzeti Bajnokság II.

## Squadre partecipanti
| Club            | Città          | Stadio                   | Stagione precedente        |
| --------------- | -------------- | ------------------------ | -------------------------- |
| Debrecen        | Debrecen       | Nagyerdei Stadion        | 5º in Nemzeti Bajnoskag I  |
| Diósgyőr        | Miskolc        | Diósgyőri Stadion        | 7º in Nemzeti Bajnoskag I  |
| Ferencváros     | Budapest       | Groupama Arena           | Campione di Ungheria       |
| Győri ETO       | Győr           | ETO Park                 | Nemzeti Bajnoskag II       |
| Kecskemét       | Kecskemét      | Széktói                  | 6º in Nemzeti Bajnoskag I  |
| MOL Fehérvár    | Székesfehérvár | MOL Aréna Sóstó          | 4º in Nemzeti Bajnoskag I  |
| MTK Budapest    | Budapest       | Nándor Hidegkuti Stadion | 8º in Nemzeti Bajnoskag I  |
| Nyíregyháza     | Nyíregyháza    | Városi Stadion           | Nemzeti Bajnoskag II       |
| Paks            | Paks           | Fehérvári úti Stadion    | 2º in Nemzeti Bajnoskag I  |
| Puskás Akadémia | Felcsút        | Pancho Aréna             | 3º in Nemzeti Bajnoskag I  |
| Újpest          | Budapest       | Ferenc Szusza Stadion    | 10º in Nemzeti Bajnoskag I |
| Zalaegerszeg    | Zalaegerszeg   | ZTE Arena                | 9º in Nemzeti Bajnoskag I  |

## Classifica
|                     | Pos. | Squadra         | Pt | G  | V  | N  | P  | GF | GS | DR  |
| ------------------- | ---- | --------------- | -- | -- | -- | -- | -- | -- | -- | --- |
| Ungheria (bandiera) | 1.   | Ferencváros     | 69 | 33 | 20 | 9  | 4  | 64 | 31 | +33 |
|                     | 2.   | Puskás Akadémia | 66 | 33 | 20 | 6  | 7  | 58 | 38 | +20 |
|                     | 3.   | Paks            | 57 | 33 | 16 | 9  | 8  | 65 | 47 | +18 |
|                     | 4.   | Győri ETO       | 53 | 33 | 14 | 11 | 8  | 49 | 37 | +12 |
|                     | 5.   | MTK Budapest    | 46 | 33 | 13 | 7  | 13 | 53 | 47 | +6  |
|                     | 6.   | Diósgyőr        | 44 | 33 | 11 | 11 | 11 | 43 | 51 | +8  |
|                     | 7.   | Újpest          | 41 | 33 | 9  | 14 | 10 | 38 | 44 | -6  |
|                     | 8.   | Nyíregyháza     | 36 | 33 | 9  | 9  | 15 | 31 | 52 | -21 |
|                     | 9.   | Debrecen        | 34 | 33 | 9  | 7  | 17 | 52 | 59 | -7  |
|                     | 10.  | Zalaegerszeg    | 34 | 33 | 7  | 13 | 13 | 35 | 42 | -7  |
|                     | 11.  | MOL Fehérvár    | 31 | 33 | 8  | 7  | 18 | 34 | 52 | -18 |
|                     | 12.  | Kecskemét       | 25 | 33 | 4  | 13 | 16 | 31 | 53 | -22 |

      Campione d'Ungheria e ammessa alla Champions League 2025-2026
      Ammesse alla UEFA Conference League 2025-2026
      Retrocesse in Nemzeti Bajnokság II 2025-2026

## Risultati
Aggiornati al 7 febbraio 2025
Ogni riga indica i risultati casalinghi della squadra segnata a inizio della riga, contro le squadre segnate colonna per colonna (che invece avranno giocato l'incontro in trasferta). Al contrario, leggendo la colonna di una squadra si avranno i risultati ottenuti dalla stessa in trasferta, contro le squadre segnate in ogni riga, che invece avranno giocato l'incontro in casa.
|                 | DEB  | DIO  | FEH  | FER  | GYO  | KEC  | MTK  | NYI  | PAK  | PUS  | UJP  | ZAL  |
| --------------- | ---- | ---- | ---- | ---- | ---- | ---- | ---- | ---- | ---- | ---- | ---- | ---- |
| Debrecen        | –––– | 0-1  | -    | 5-4  | 2-2  | 2-2  | 2-3  | 3-1  | 0-5  | -    | 1-2  | 3-1  |
| Diosgyor        | 3-1  | –––– | 1-0  | 0-2  | 0-0  | 1-0  | 0-2  | -    | 2-2  | -    | 1-1  | 2-1  |
| Fehervar        | 2-0  | 3-1  | –––– | -    | -    | 6-1  | 1-0  | 2-0  | 1-2  | 1-0  | 0-1  | 1-1  |
| Ferencvaros     | 2-2  | 3-3  | 2-0  | –––– | -    | 1-0  | 0-0  | 2-1  | -    | 3-0  | 1-0  | 1-0  |
| Gyori ETO       | 0-3  | 3-4  | 3-1  | 1-1  | –––– | 1-2  | 1-2  | 1-1  | 2-1  | 0-2  | -    | -    |
| Kecsemeti       | 1-1  | 0-0  | 0-0  | 0-1  | 2-1  | –––– | -    | 0-2  | -    | 0-3  | 1-3  | 1-0  |
| MTK Budapest    | -    | -    | 3-2  | 1-3  | 2-2  | 3-1  | –––– | 3-0  | 3-1  | 0-1  | 4-1  | 1-1  |
| Nyiregyhaza     | 3-2  | 0-2  | 3-3  | 0-1  | 2-1  | -    | 2-0  | –––– | 4-2  | 0-3  | -    | 1-1  |
| Paksi           | -    | 3-4  | -    | 3-1  | 1-1  | 1-0  | 4-2  | 2-1  | –––– | 2-1  | 2-1  | 2-2  |
| Puskas Akademia | 1-0  | 1-1  | 3-0  | -    | 0-3  | -    | 1-0  | 3-1  | 3-1  | –––– | 1-1  | 2-1  |
| Ujpest          | 3-0  | 0-0  | 4-1  | 0-0  | 0-0  | 1-1  | -    | 1-0  | 0-0  | 1-2  | –––– | -    |
| Zalaegerszeg    | 2-1  | -    | 0-1  | 2-2  | 1-2  | 2-1  | 0-1  | -    | 3-1  | 4-2  | 0-2  | –––– |